# Primera división FeMeBal 2017
La Primera división FeMeBal 2017, es la segunda liga más importante del balonmano de Argentina organizada y regulada por la Federación Metropolitana de Balonmano.
El campeón masculino de la temporada 2017 fue el S.A.G. Lomas de Zamora que junto con el subcampeón, Argentinos Juniors ascendieron de manera directa a la Liga de Honor Caballeros, mientras que el Club Juventud Unida lo hizo disputando un encuentro reclasificatorio contra Muni. Vicente López (Vi.Lo) .
En la rama femenina, en cambio, los ascensos fueron para River Plate (campeón), Muñiz (subcampeón) mientras que A.A.C.F. Quilmes deberá disputar un tercer encuentro reclasificatorio producto de una serie empatada en 1.

## Temporada 2017 (masculino)
Posiciones generales L.H.C. 2017
| Club                    | Pts | PJ | G  | E | P  | GF  | GC  | DG   |
| ----------------------- | --- | -- | -- | - | -- | --- | --- | ---- |
| UNLu                    | 74  | 26 | 24 | 0 | 2  | 771 | 634 | 137  |
| S.A.G. Villa Ballester  | 66  | 26 | 19 | 2 | 5  | 811 | 692 | 119  |
| Ferro Carril Oeste      | 64  | 26 | 18 | 2 | 6  | 745 | 654 | 91   |
| Ward                    | 63  | 26 | 18 | 1 | 7  | 729 | 652 | 77   |
| Dorrego                 | 63  | 26 | 18 | 1 | 7  | 680 | 633 | 47   |
| River Plate de Belgrano | 52  | 26 | 12 | 2 | 12 | 645 | 631 | 14   |
| Ferro Carril Mitre      | 52  | 26 | 12 | 2 | 12 | 638 | 663 | -25  |
| A.A. Quilmes            | 51  | 26 | 11 | 3 | 12 | 690 | 686 | 4    |
| S.E.D.A.L.O.            | 49  | 26 | 10 | 3 | 13 | 643 | 639 | 4    |
| S.A.G. Polvorines       | 46  | 26 | 10 | 0 | 16 | 727 | 743 | -16  |
| Defensa y Justicia      | 42  | 26 | 8  | 0 | 18 | 581 | 637 | -56  |
| Vi.Lo*                  | 40  | 26 | 6  | 2 | 18 | 584 | 721 | -137 |
| Estudiantes de La Plata | 36  | 26 | 4  | 2 | 20 | 638 | 766 | -128 |
| Nuestra Señora de Luján | 30  | 26 | 1  | 2 | 23 | 582 | 713 | -131 |

Fuente: FeMeBal Archivado el 23 de enero de 2018 en Wayback Machine.
| Ascensos           |
| ------------------ |
| S.A.G. Lomas       |
| Argentinos Juniors |
| Juventud Unida*    |

### *Reclasificación (L.H.C./Primera División)
```
                                
Vi.Lo
     18 (19)            
VS
[
12
]
           
25
  (20)             
Juventud Unida
```

Tabla general de la Primera División FeMeBAL 2017
| Club                       | Pts | PJ | G  | E | P  | GF  | GC  | DG   |
| -------------------------- | --- | -- | -- | - | -- | --- | --- | ---- |
| S.A.G. Lomas               | 73  | 26 | 23 | 1 | 2  | 772 | 592 | 180  |
| Argentinos Juniors         | 70  | 26 | 22 | 0 | 4  | 689 | 545 | 144  |
| Juventud Unida             | 67  | 26 | 20 | 1 | 5  | 815 | 657 | 158  |
| Muni. San Miguel           | 59  | 26 | 15 | 3 | 8  | 664 | 622 | 42   |
| Cid Moreno                 | 59  | 26 | 16 | 1 | 9  | 661 | 623 | 38   |
| Vélez Sárfield             | 57  | 26 | 15 | 1 | 10 | 696 | 639 | 57   |
| CI.DE.CO.                  | 55  | 26 | 13 | 3 | 10 | 684 | 715 | -31  |
| C.A. Lanús                 | 47  | 26 | 9  | 3 | 14 | 713 | 776 | -63  |
| U.B.A.                     | 46  | 26 | 10 | 0 | 16 | 657 | 693 | -36  |
| S.A.G. Villa Ballester "B" | 44  | 26 | 8  | 2 | 16 | 590 | 650 | -60  |
| Dorrego "B"                | 43  | 26 | 8  | 1 | 17 | 579 | 629 | -50  |
| A.F.A.L.P.                 | 42  | 26 | 7  | 2 | 17 | 696 | 739 | -43  |
| Vi.Lo "B" (Directo)        | 36  | 26 | 4  | 2 | 20 | 607 | 744 | -137 |
| Platense (Directo)         | 30  | 26 | 2  | 0 | 24 | 553 | 752 | -199 |

- Ascensos directos: Muñiz; Muni. Hurlingham.
- AFALP disputó la reclasificatoria por el descenso y perdió 25-22 en la ida, pero luego ganó 25-23 en el encuentro de vuelta contra Mariano Acosta,[23] por deberá disputarse un tercer partido para definir la serie.

Fuentes: FeMeBal 1 Archivado el 25 de enero de 2018 en Wayback Machine. 2 Archivado el 25 de enero de 2018 en Wayback Machine.

## Temporada 2017 (femenino)
Posiciones generales L.H.D. 2017
| Club                    | Pts | PJ | G  | E | P  |   |   | GF  | GC  | DG   |
| ----------------------- | --- | -- | -- | - | -- | - | - | --- | --- | ---- |
| CI.DE.CO                | 74  | 26 | 23 | 2 | 1  | 0 | 0 | 656 | 550 | 106  |
| Dorrego                 | 65  | 26 | 17 | 5 | 4  | 0 | 0 | 674 | 608 | 66   |
| Ferro Carril Oeste      | 64  | 26 | 18 | 2 | 6  | 0 | 0 | 690 | 589 | 101  |
| Vi.Lo                   | 56  | 26 | 14 | 2 | 10 | 0 | 0 | 690 | 616 | 74   |
| Nuestra Señora de Luján | 55  | 26 | 13 | 3 | 10 | 0 | 0 | 647 | 584 | 63   |
| C.A. Lanús              | 55  | 26 | 12 | 5 | 9  | 0 | 0 | 627 | 573 | 54   |
| Ferro Mitre             | 50  | 26 | 11 | 2 | 13 | 0 | 0 | 644 | 661 | -17  |
| Argentinos Juniors      | 49  | 26 | 9  | 5 | 12 | 0 | 0 | 643 | 650 | -7   |
| Estudiantes de La Plata | 49  | 26 | 10 | 3 | 13 | 0 | 0 | 586 | 607 | -21  |
| Vélez Sarfield          | 48  | 26 | 11 | 0 | 15 | 0 | 0 | 614 | 652 | -38  |
| M. Acosta               | 47  | 26 | 9  | 3 | 14 | 0 | 0 | 591 | 612 | -21  |
| CID Moreno              | 47  | 26 | 10 | 1 | 15 | 0 | 0 | 636 | 690 | -54  |
| SEDALO                  | 39  | 26 | 6  | 1 | 19 | 0 | 0 | 598 | 640 | -42  |
| UNLu                    | 30  | 26 | 2  | 0 | 24 | 0 | 0 | 428 | 692 | -264 |

Fuente: FeMeBal Archivado el 23 de enero de 2018 en Wayback Machine.
| Ascensos                          |
| --------------------------------- |
| River Plate de Belgrano           |
| Muñiz                             |
| A.A.C.F. Quilmes* Reclasificación |

### *Reclasificación (L.H.D./Primera División)
```
                    
Moreno
                 25 (27)              
VS
[
12
]
 27 (23)       
A.Quilmes
```

Tabla general de la Primera División FeMeBAL 2017
| Club                        | Pts | PJ | G  | E | P  | GF  | GC  | DG  |
| --------------------------- | --- | -- | -- | - | -- | --- | --- | --- |
| River Plate de Belgrano     | 77  | 26 | 25 | 1 | 0  | 765 | 568 | 197 |
| Muñiz                       | 68  | 26 | 21 | 0 | 5  | 564 | 444 | 120 |
| A.A.C.F. Quilmes            | 65  | 26 | 19 | 1 | 6  | 665 | 571 | 94  |
| Club Villa Modelo           | 58  | 26 | 16 | 0 | 10 | 626 | 600 | 26  |
| Ferro Carril Oeste "B"      | 52  | 26 | 12 | 2 | 12 | 562 | 545 | 17  |
| S.A.G. Villa Ballester      | 50  | 26 | 11 | 2 | 13 | 521 | 536 | -15 |
| C.A. Banfield               | 50  | 26 | 10 | 4 | 12 | 545 | 588 | -43 |
| Estudiantes de La Plata "B" | 48  | 26 | 10 | 2 | 14 | 515 | 557 | -42 |
| SEDALO "B"                  | 45  | 26 | 9  | 1 | 16 | 551 | 583 | -32 |
| Estrella de Boedo           | 45  | 26 | 9  | 1 | 16 | 570 | 604 | -34 |
| C.A. Huracán                | 45  | 26 | 8  | 3 | 15 | 534 | 605 | -71 |
| Muni. San Miguel            | 44  | 26 | 8  | 2 | 16 | 508 | 562 | -54 |
| U.B.A                       | 44  | 26 | 8  | 2 | 16 | 520 | 588 | -68 |
| Vi.Lo "B"                   | 37  | 26 | 4  | 3 | 19 | 492 | 587 | -95 |

- Ascensos directos, Sagrado Corazón; UAI Urquiza.[33]

- Muni. San Miguel disputó el reclasificatorio (Primera/segunda División) contra Juventud Unida de la tercera división en importancia y perdió 17-21 (Ida) y 19-20 (Vuelta) por lo que perdió la categoría.

Fuente: FeMeBal Archivado el 27 de enero de 2018 en Wayback Machine. .

## Formato
- Al igual que la Liga de Honor, se disputan dos torneos en el año, apertura y clausura, en los que cada equipo juega 13 partidos por competencia de liga, por consiguiente 26 partidos de liga anuales.
- Para determinar el descenso de un equipo se debe considerar las posiciones generales, es decir la sumatoria de puntos tanto del apertura como del clausura de ese mismo año.
- Ascienden directo los dos primeros de la general y reemplazan a los dos últimos de la categoría superior. El tercer equipo mejor posicionado de la Primera División FeMeBal podrá acceder a disputar un encuentro reclasificatorio ante el ante penúltimo equipo posicionado en la Liga principal.
- En caso de que un equipo empate en puntos con otro, cualquiera sea la posición, se deberá se da prioridad a aquel con mejor diferencia de gol, así también se considerará el sistema olímpico y los goles a favor. Si la paridad permanece se procede a realizar un sorteo para definir la posición.

## Reglamento de fichajes
Según el artículo 117 de FeMeBal para que un jugador pueda disputar compentencias de la Federación deberá estar previamente inscripto a esta, así también requiere el carnet respectivo expedido por el Comité Ejecutivo, con aprobación anual (Art. 120).
Los menores de edad (hasta 18 años de edad) deberán poseer la aprobación de sus progenitores (Art. 118).

## Clubes de la Federación Metropolitana de Balonmano
| Club                                           | Primera Damas | Primera Caballeros | Localidad                | Provincia                 |
| ---------------------------------------------- | ------------- | ------------------ | ------------------------ | ------------------------- |
| Asociación Alemana de Quilmes                  |               |                    | Quilmes                  | Provincia de Buenos Aires |
| All Boys                                       |               |                    | Monte Castro             | Ciudad de Buenos Aires    |
| Ateneo Don Bosco                               |               |                    | Bernal                   | Provincia de Buenos Aires |
| Afalp                                          |               |                    | Ciudad Jardín El Palomar | Provincia de Buenos Aires |
| Argentinos Juniors A. A.                       |               |                    | La Paternal              | Ciudad de Buenos Aires    |
| Asociación Escolar Goethe                      |               |                    | Boulogne                 | Provincia de Buenos Aires |
| Atlanta                                        |               |                    | Villa Crespo             | Ciudad de Buenos Aires    |
| Aux. Merlo                                     |               |                    | Ituzaingó                | Provincia de Buenos Aires |
| Banfield C.A.                                  |               |                    | Banfield                 | Provincia de Buenos Aires |
| Bartolomé Mitre (Ferro Carril)                 |               |                    | San Martín               | Provincia de Buenos Aires |
| Bomberos La Matanza                            |               |                    | Ramos Mejía              | Provincia de Buenos Aires |
| Campana Boat                                   |               |                    | Campana                  | Provincia de Buenos Aires |
| Cedem Caseros                                  |               |                    | Caseros                  | Provincia de Buenos Aires |
| Centro Asturiano                               |               |                    | Vicente López            | Provincia de Buenos Aires |
| Chacarita Juniors C.A.                         |               |                    | San Martín               | Provincia de Buenos Aires |
| Cid. Moreno                                    |               |                    | Moreno                   | Provincia de Buenos Aires |
| CI.DE.CO.                                      |               |                    | Lanús                    | Provincia de Buenos Aires |
| Círculo Devoto                                 |               |                    | C.A.B.A                  | Ciudad de Buenos Aires    |
| Colegio Guadalupe                              |               |                    | C.A.B.A                  | Ciudad de Buenos Aires    |
| Colegio del Parque                             |               |                    | Ramos Mejía              | Provincia de Buenos Aires |
| Comunicaciones                                 |               |                    | Agronomía                | Ciudad de Buenos Aires    |
| Colegio Ward                                   |               |                    | Villa Sarmiento          | Provincia de Buenos Aires |
| Defensa y Justicia C. A.                       |               |                    | Florencio Varela         | Provincia de Buenos Aires |
| Defensores de Glew                             |               |                    | Almirante Brown          | Provincia de Buenos Aires |
| Defensores de Moreno                           |               |                    | Moreno                   | Provincia de Buenos Aires |
| Deportivo Laferrere                            |               |                    | Gregorio de Laferrere    | Provincia de Buenos Aires |
| Club Cultural Guernica                         |               |                    | Guernica                 | Provincia de Buenos Aires |
| El Portugués                                   |               |                    | Isidro Casanova          | Provincia de Buenos Aires |
| E. M. Dorrego                                  |               | "B"                | Dorrego                  | Provincia de Buenos Aires |
| Escuela Mariano Moreno                         |               |                    | Don Bosco-Quilmes        | Provincia de Buenos Aires |
| Escuela Nro. 2 de Haedo                        |               |                    | Haedo                    | Provincia de Buenos Aires |
| Estrella de Boedo                              |               |                    | Boedo                    | Ciudad de Buenos Aires    |
| Estudiantes (LP) H.C.                          | "B"           |                    | La Plata                 | Provincia de Buenos Aires |
| Ferro Carril Oeste                             | "B"           |                    | Caballito                | Ciudad de Buenos Aires    |
| General Lamadrid                               |               |                    | General La Madrid        | Ciudad de Buenos Aires    |
| Handball La Patriada                           |               |                    | Florencio Varela         | Provincia de Buenos Aires |
| Huracán C.A.                                   |               |                    | Parque Patricios         | Ciudad de Buenos Aires    |
| Instituto Dickens                              |               |                    | C.A.B.A                  | Ciudad de Buenos Aires    |
| Indep. Munic. de Lomas                         |               |                    | Lomas de Zamora          | Provincia de Buenos Aires |
| Instituto José Hernández                       |               |                    | Villa Ballester          | Provincia de Buenos Aires |
| Instituto Grilli                               |               |                    | Monte Grande             | Provincia de Buenos Aires |
| Instituto J.L. Larre                           |               |                    | González Catán           | Provincia de Buenos Aires |
| Junta Vecinal J.C. Varela                      |               |                    | Avellaneda-Dock Sud      | Provincia de Buenos Aires |
| Club Deportivo y Social Juventud Unida         |               |                    | San Miguel               | Provincia de Buenos Aires |
| Lanús                                          |               |                    | Lanús                    | Provincia de Buenos Aires |
| Lugano Tennis                                  |               |                    | Villa Lugano             | Ciudad de Buenos Aires    |
| Mariano Moreno Wilde                           |               |                    | Wilde                    | Provincia de Buenos Aires |
| Municipalidad de Almirante Brown               |               |                    | Burzaco                  | Provincia de Buenos Aires |
| Municipalidad de Escobar                       |               |                    | Belén de Escobar         | Provincia de Buenos Aires |
| Municipalidad de Hurlingham                    |               |                    | Hurlingham               | Provincia de Buenos Aires |
| Municipalidad de San Miguel                    |               |                    | San Miguel               | Provincia de Buenos Aires |
| Municipalidad de Pilar                         |               |                    | Pilar                    | Provincia de Buenos Aires |
| Municipalidad de Quilmes                       |               |                    | Quilmes                  | Provincia de Buenos Aires |
| Municipalidad de Vicente López (Vi.Lo)         |               |                    | Vicente López            | Provincia de Buenos Aires |
| Club Social y Deportivo Muñiz                  |               |                    | San Miguel               | Provincia de Buenos Aires |
| Náutico Arsenal Zárate                         |               |                    | Zárate                   | Provincia de Buenos Aires |
| Nuestra Señora del Luján                       |               |                    | San Martín               | Provincia de Buenos Aires |
| Paso del Rey Social Club                       |               |                    | Paso del Rey             | Provincia de Buenos Aires |
| Platense C.A.                                  |               |                    | Vicente López            | Provincia de Buenos Aires |
| Racing Club                                    |               |                    | Avellaneda               | Provincia de Buenos Aires |
| River Plate C.A.                               |               |                    | Belgrano                 | Ciudad de Buenos Aires    |
| Rosario Peñaloza                               |               |                    | Florencio Varela         | Provincia de Buenos Aires |
| San Lorenzo de Almagro C.A.                    |               |                    | Flores                   | Ciudad de Buenos Aires    |
| San Telmo                                      |               |                    | Isla Maciel              | Provincia de Buenos Aires |
| Sagrado Corazón                                |               |                    | Florencio Varela         | Provincia de Buenos Aires |
| S.A.G. Lomas de Zamora                         |               |                    | Lomas de Zamora          | Provincia de Buenos Aires |
| Sociedad Alemana de Gimnasia de Los Polvorines |               |                    | Los Polvorines           | Provincia de Buenos Aires |
| SAG Ballester                                  |               | "B"                | Villa Ballester          | Provincia de Buenos Aires |
| S.E.C.L.A.                                     |               |                    | Lanús Oeste              | Provincia de Buenos Aires |
| SEDALO                                         | "B"           |                    | Lanús Oeste              | Provincia de Buenos Aires |
| Sociedad de Fomento Don Bosco                  |               |                    | Ramos Mejía              | Provincia de Buenos Aires |
| Sociedad de Fomento Villa Rita                 |               |                    | Lomas de Zamora          | Provincia de Buenos Aires |
| Social y Deportivo Catan                       |               |                    | Luján Pilar Mercedes     | Provincia de Buenos Aires |
| Temperley                                      |               |                    | Temperley                | Provincia de Buenos Aires |
| UAI Urquiza                                    |               |                    | Ituzaingó                | Provincia de Buenos Aires |
| Universidad de Buenos Aires                    |               |                    | Ciudad Universitaria     | Ciudad de Buenos Aires    |
| UNLu                                           |               |                    | Luján                    | Provincia de Buenos Aires |
| Vélez Sarsfield C.A.                           |               |                    | Liniers                  | Ciudad de Buenos Aires    |
| Villa Calzada                                  |               |                    | Rafael Calzada           | Provincia de Buenos Aires |
| Villa Modelo                                   |               |                    | Avellaneda-Gerli         | Provincia de Buenos Aires |
| Yupanqui                                       |               |                    | Villa Lugano             | Ciudad de Buenos Aires    |